# Saint-Léger-sur-Bresle
Saint-Léger-sur-Bresle là một xã ở tỉnh Somme, vùng Hauts-de-France, Pháp.

## Địa lý
A small village Xã này có cự ly khoảng 14 dặm Anh về phía nam của Abbeville, trên đường D246 và hai bên bờ sông Bresle, gần ranh giới với Seine-Maritime.

## Dân số
| 1962                                                                             | 1968 | 1975 | 1982 | 1990 | 1999 |
| -------------------------------------------------------------------------------- | ---- | ---- | ---- | ---- | ---- |
| 40                                                                               | 46   | 52   | 34   | 51   | 57   |
| Census count starting from 1962 Source=INSEE: Population without double counting |      |      |      |      |      |